# Jardín Botánico Moorten y Cactarium
El Jardín Botánico Moorten y Cactarium en inglés: Moorten Botanical Garden and Cactarium es un jardín botánico y cactarium de 1 acre (4,000 m²) de extensión de propiedad particular especializado en cactus y otras plantas de desiertos.

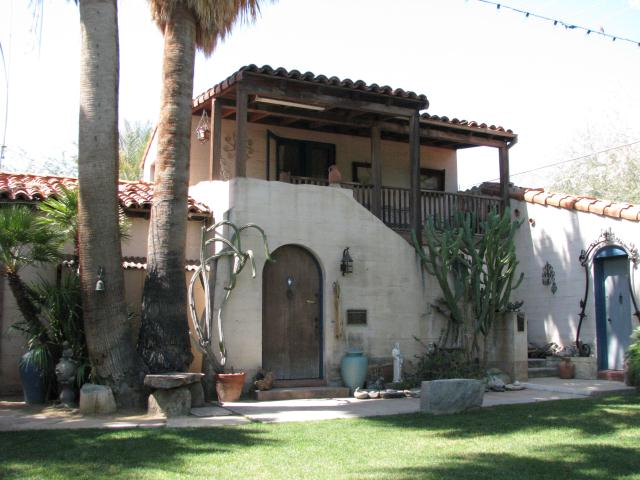
La residencia Moorten dentro del jardín botánico.

## Localización
Moorten Botanical Garden and Cactarium, 1701 South Palm Canyon Drive, Palm Springs, Riverside county California, CA 92260 United States of America-Estados Unidos. 
Planos y vistas satelitales.33°49′26″N 116°31′49″O / 33.82389, -116.53028
- Promedio anual de lluvias: 89 mm
- Altitud: 604.00 m s. n. m.

Está abierto al público pagando una tarifa de entrada

## Historia
El jardín fue creado en 1939 por Patricia y Chester "Cactus Slim" Moorten. Chester es uno de los originales Keystone Cops.
La residencia Moorten fue construida en estilo mediterráneo por el fotógrafo Stephen H. Willard (1894–1966).
Los Moortens recolectaron numerosas de sus plantas originales directamente de sus medios naturales silvestres en Baja California, México, y en Guatemala.

## Colecciones
Actualmente el jardín incluye más de 3,000 ejemplares de cactus y otras plantas de los desiertos, agrupadas por regiones geográficas: 
- Arizona,
- Baja California,
- California,
- Colorado,
- Texas,
- Desierto de Mojave,
- Desierto de Sonora,
- África del Sur,
- Suramérica árida,

Las colecciones al aire libre albergan:
- Agaves,
- Bombax,
- Cereus de cresta,
- Cardos
- Fouquierias,
- Euphorbia "candelabra" arborescentes,
- a two-story Pachypodium,
- Las espinosas Caesalpinia y Bursera,
- Colección de aloes de Áfica del Sur y Madagascar.

En el invernadero, "Cactarium" se encuentran cactus y suculentas:
- Especies caudiciformes que muestran raíces espesas en corona
- Colección de Asclepiadaceaes, Aztecia, Gymnocalycium, Alstromeria, Euphorbia, y Ferocactus,

Son dignos de mención dos ejemplares de Welwitschia mirabilis del desierto de Namibia.